# Konrad II Karyncki
Konrad II Karyncki, zwany Konrad Młodszy, niem. Konrad der Jüngere (ur. zapewne 1003, zm. 20 lipca 1039) – książę Karyntii i margrabia Werony w latach 1035–1039.
Konrad II Karyncki był starszym synem Konrada I Karynckiego. W chwili śmierci ojca był niepełnoletni. Z tego powodu księstwo Karyntii objął Adalbero von Eppenstein. Konrad był hrabią Nahegau, Speyergau i Wormsgau. W 1024 r. kandydował na króla niemieckiego. Po upadku Adalbero von Eppensteina został księciem Karyntii. Konrad II Karyncki został pochowany w katedrze w Wormacji.
Imię żony Konrada II nie jest znane. Miał syna Cuno, który w 1056 r. sprzedał Bruchsal królowi niemieckiemu Henrykowi IV.